# Ferrocarriles Armenios
Ferrocarriles Armenios (en armenio: Հայկական երկաթուղի, Haykakan yerkat’ughi), también conocida por sus siglas HYU, es la empresa estatal de transporte ferroviario de Armenia. La compañía fue creada en 1992 como una de las empresas sucesoras de Ferrocarriles Soviéticos, tras el colapso de la Unión Soviética y tiene su sede en la capital, Ereván. La empresa está bajo control de Ferrocarriles del Cáucaso Sur (en armenio: Հարավկովկասյան Երկաթուղի), creado especialmente en Armenia, una filial 100% propiedad de Ferrocarriles Rusos.
El entorno operativo del ferrocarril en Armenia quedó fuertemente deteriorado tras la disolución de la Unión Soviética. Según el Banco Mundial, Ferrocarriles Armenios estuvo en una dramática necesidad de grandes inversiones, incluida la sustitución del material rodante, la rehabilitación de la línea principal entre Ereván y la frontera de Georgia, la renovación de la electrificación y la reconstrucción de puentes. El transporte ferroviario era lento y poco fiable, y el tráfico sigue siendo bajo en comparación con los países europeos con redes de tamaño similar, que asciende a sólo 2,6 millones de toneladas de carga y 0,85 millones de pasajeros en 2004.